# Karl Buchholz (pintor)

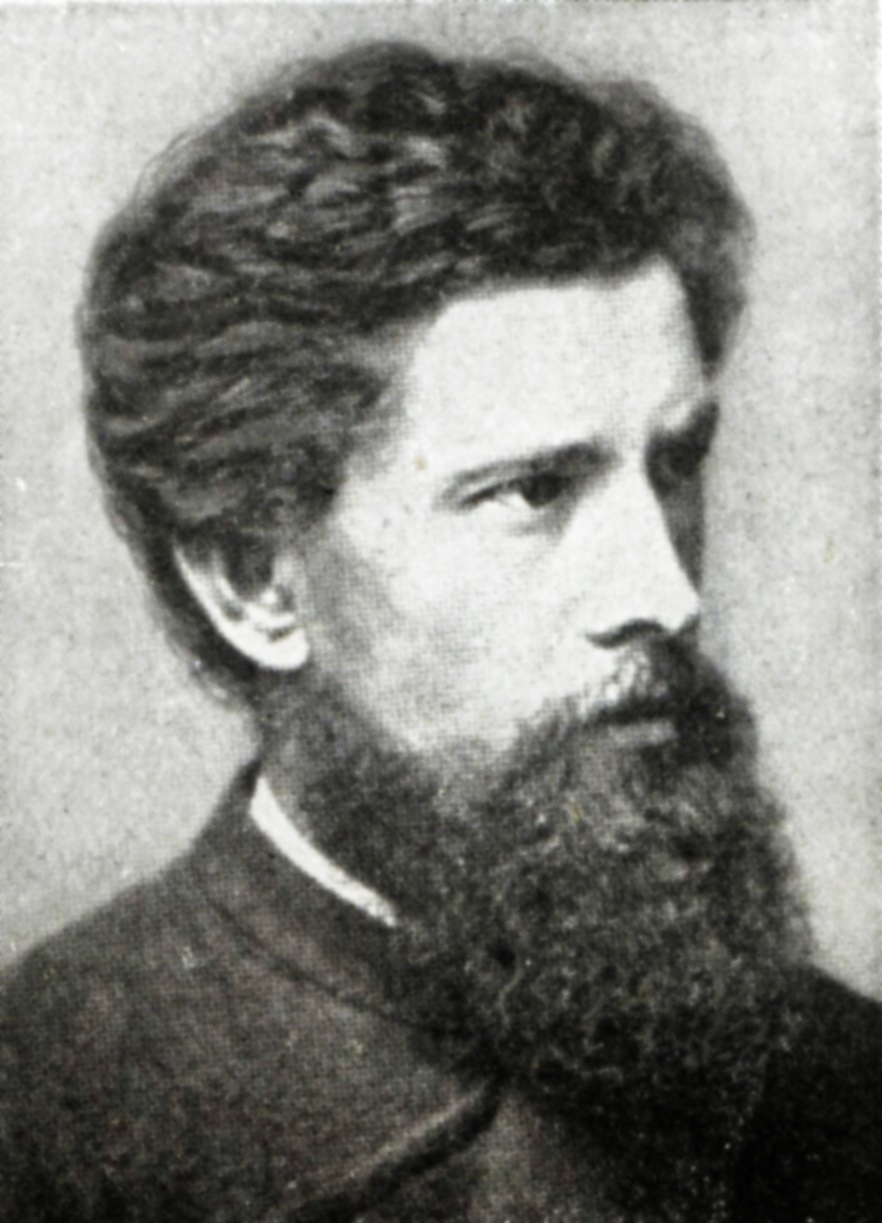
Karl Buchholz

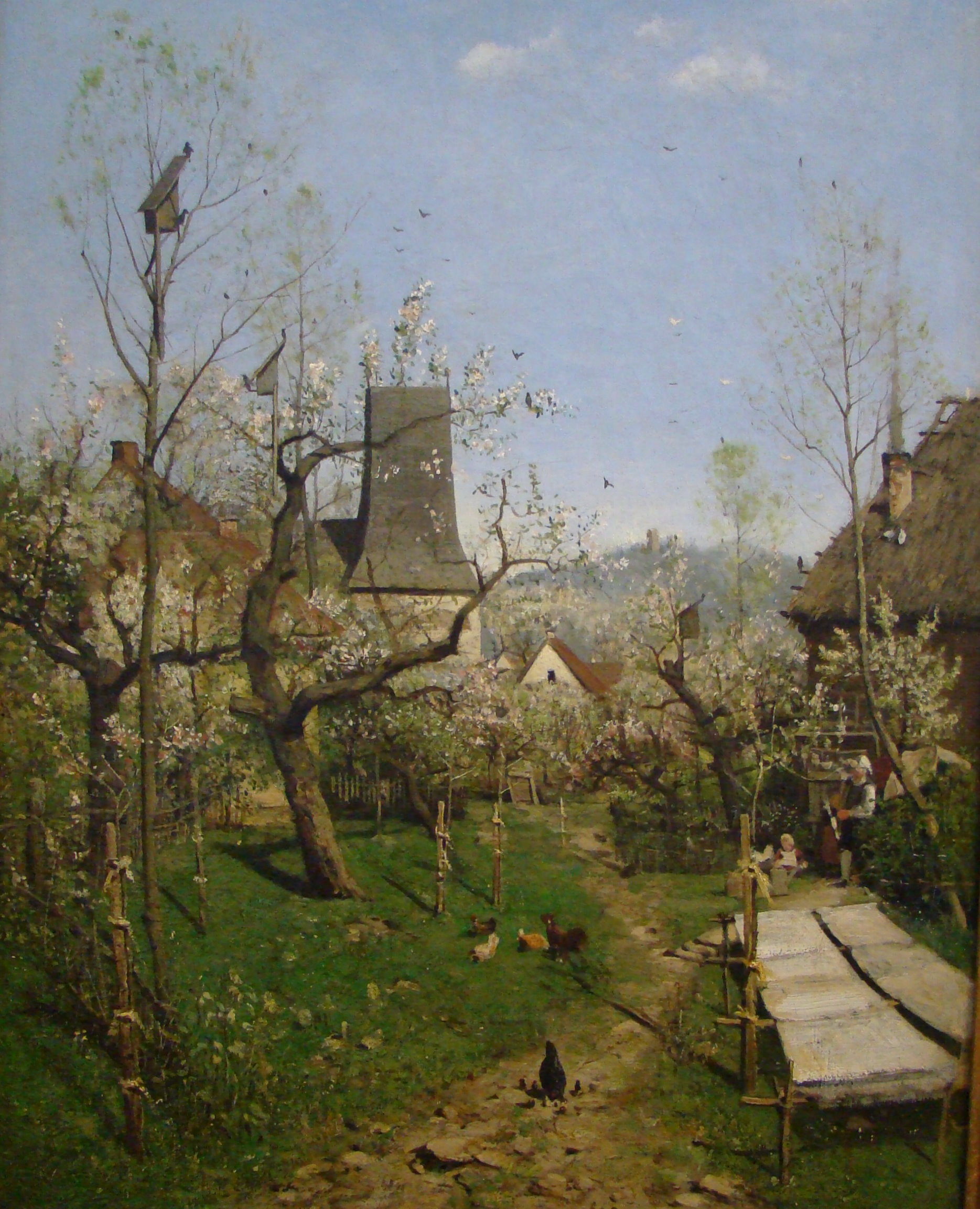
Primavera en Oberweimar (1868), Alte Nationalgalerie, (Berlín)

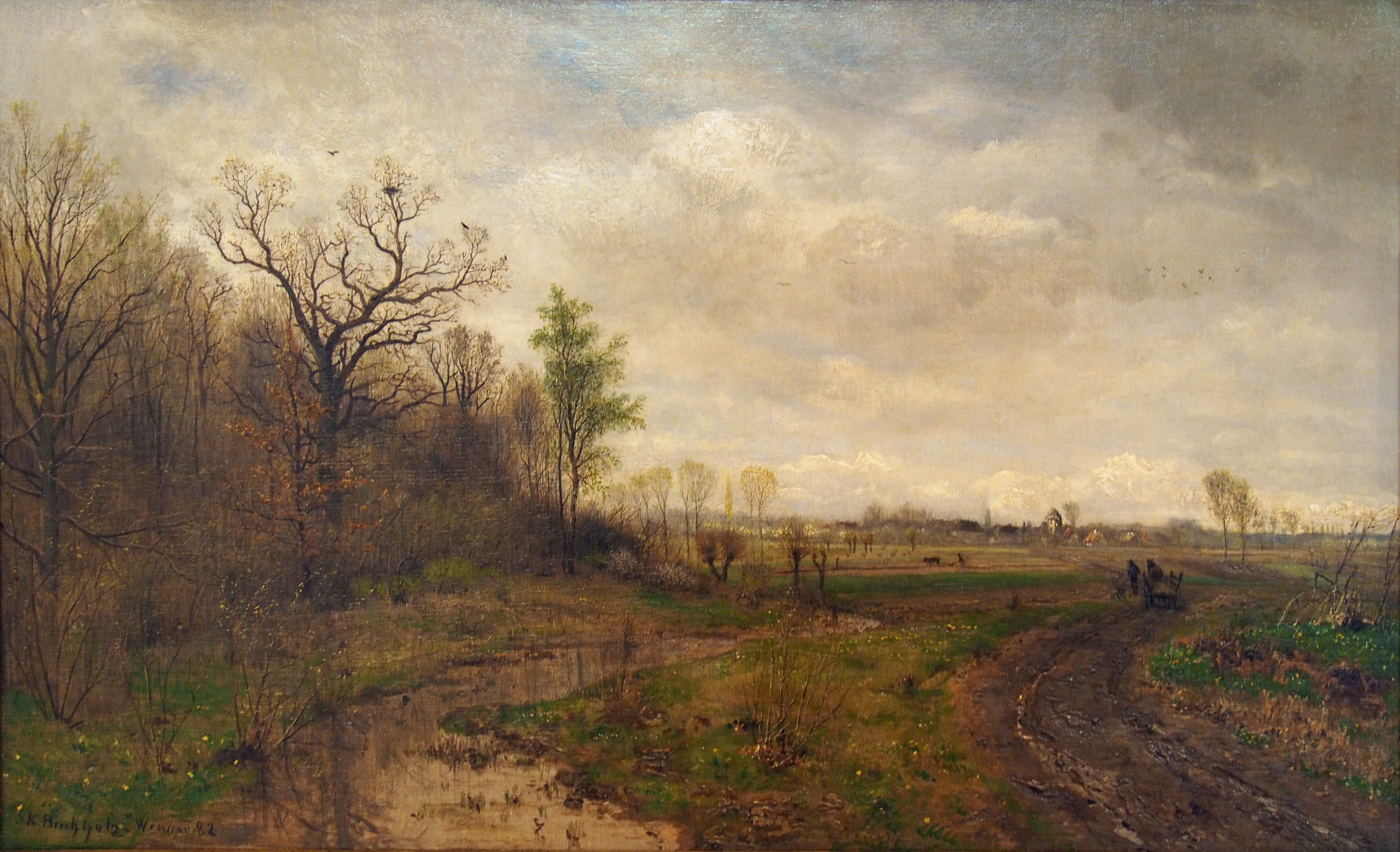
Paisaje con carruaje tirado por caballos y arroyo (museo en el Palacio de la ciudad de Weimar)

Karl Buchholz (* 23 de febrero de 1849 en Schlossvippach, distrito de Sömmerda; † 29 de mayo de 1889 en Oberweimar) fue un pintor paisajista alemán, formado en la "Escuela de Pintura de Weimar". Los paisajes que creó en unos 20 años, en forma de pinturas al óleo, acuarelas, dibujos y grabados, no fueron muy numerosos. Hoy están repartidos en diversas colecciones.

## Trayectoria
Desde 1867, Karl Buchholz estudió la Escuela de Arte Sajona Gran Ducal de Weimar. Allí fue alumno del paisajista Max Schmidt. A partir de 1871 estudió como alumno de maestría con el pintor y profesor de arte Theodor Hagen, quien fue destinado a Weimar por la Staatliche Kunstakademie Düsseldorf. Durante su aprendizaje, en esta escuela de arte se enseñó un tipo progresivo de pintura al aire libre, que se basaba en las enseñanzas de la escuela de pintura de Barbizon. Buchholz montó su propio estudio en el primer año. Creó cuadros delicados, evitando motivos espectaculares. Secciones de paisaje aparentemente insignificantes y, a menudo, estériles fueron puestas en primer plano por él. Capturó los cambios atmosféricos del día en sus pinturas. La mayoría de sus obras fueron creadas en los alrededores de Weimar. Una estrecha amistad artística unió a Buchholz con el paisajista Franz Hoffmann-Fallersleben, quien, tras la temprana muerte de su amigo, trabajó para que su obra no cayera en el olvido por completo. Lovis Corinth lo describió como “el genio de la escuela de pintura de Weimar”. Karl Buchholz se quitó la vida a la edad de 40 años.

## Obras (selección)
- La zanja salvaje al atardecer, óleo sobre tabla, 43,5 cm × 33.0 cm óleo sobre tabla (1879)
- Paisaje otoñal de parque/bosque, óleo sobre cartón, 27 × 18.5 cm.
- Interior del bosque, óleo sobre tabla, 33 × 53.7 cm (alrededor 1880)